# Rue Saint-Étienne-des-Grès
La rue Saint-Étienne-des-Grès est une ancienne rue de Paris, aujourd'hui disparue, qui était située dans le quartier Saint-Jacques.

## Situation
Cette rue, qui commençait place du Panthéon et finissait rue Saint-Jacques, était située dans l'ancien 12e arrondissement de Paris.
Les numéros de la rue étaient rouges. Le dernier numéro impair était le no 11 et le dernier numéro pair était le no 16.
Elle se continuait de l'autre côté de la rue Saint-Jacques par le passage des Jacobins, qui pris le nom de rue des Grès en 1799.

## Origine du nom
Cette rue menait à l'église Saint-Étienne-des-Grès.

## Historique
En 1230, elle est désignée sous le nom de « rue par où l'on va de l'église Sainte-Geneviève à celle de Saint-Étienne » et, en 1243, elle est appelée « rue des Grès ».
Dans Le Dit des rues de Paris de Guillot de Paris, daté des années 1280-1300, elle est citée sous la forme « rue Saint-Estienne ».
Elle est citée sous le nom de « rue Saint Estienne des grez » dans un manuscrit de 1636. 
Au début de l'année 1849, un cas de hantise inexpliqué de type « poltergeist » se produisit rue des Grès.

« Un fait extraordinaire et qui s'est renouvelé chaque soir, chaque nuit, durant ces trois dernières semaines, sans que les recherches les plus actives, la surveillance la plus étendue et la plus persévérante aient permis d'en découvrir la cause, a révolutionné tout le populeux quartier de la Montagne Sainte-Geneviève, de la Sorbonne et de la place Saint-Michel. […]
[Une] maison, située à quelque distance de la rue […] a été assaillie, chaque soir et durant toutes les nuits, par une grêle de projectiles, qui, en raison de leur volume et de la violence avec laquelle ils sont projetés, a causé de tels dégâts que la maison en question a été percée à jour, les portes et les fenêtres réduites en miettes, comme si cette maison avait soutenu un siège et les efforts d'une catapulte. […] C'est en vain qu'une surveillance de jour et de nuit a été exercée sous la direction personnelle du commissaire de police et des personnes compétentes. […] Les projectiles qui ont continué à pleuvoir avec bruit sur la maison étaient projetés à une grande hauteur, au-dessus des têtes de ceux qui s'étaient postés en observation sur le toit des petites maisons environnantes ; ils paraissaient venir de loin et atteignaient tous le but, avec une précision pour ainsi dire mathématique, sans dévier de la ligne parabolique qui leur avait été évidemment tracée. »

— Gazette des Tribunaux, 2 février 1849, Camille Flammarion, Les Maisons hantées, Paris, Ernest Flammarion, 1923.
En 1865, la rue Saint-Étienne-des-Grès et la rue des Grès sont réunies pour former la rue Cujas.

## Bâtiments remarquables
Dans cette rue se trouvait le Café de la Jeune-France, recommandé « aux amateurs de bon goût » par la revue L’Art du XIXe siècle. Ce café était dirigé par M. Verluise, qui « pour la décoration simple et harmonieuse de son établissement a fait appel à un véritable artiste, M. Rouyer, sculpteur de mérite ».

## Dans la littérature
La rue des Grès est citée dans La Peau de chagrin, de Balzac. Raphaël de Valentin raconte que, lorsqu'il était pauvre, c'est « à la fontaine  Saint-Michel, au coin de la rue des Grès », qu'il allait chercher de l'eau. Elle également citée dans Les Misérables.